# Papaoutai
Papaoutai (Papa où t’es, zu deutsch: Papa, wo bist du?) ist ein Lied des belgischen Sängers Stromae. Die erste Singleauskopplung seines zweiten Albums √ (Racine carrée) wurde in Belgien am 13. Mai 2013 veröffentlicht und startete gleich auf Platz eins der dortigen Charts.

## Musikvideo
Am 6. Juni 2013 wurde das Musikvideo zu Papaoutai erstmals auf YouTube veröffentlicht. Das drei Minuten und 52 Sekunden lange Video zeigt einen Jungen in einer idyllischen Wohnsiedlung im Stil der 1950er Jahre, der versucht, mit seinem Vater zu interagieren. Der Vater, gespielt von Stromae, bleibt aber bewegungslos auf einem Sofa sitzen und sein Gesichts- und Körperausdruck sind mit dem einer Schaufensterpuppe vergleichbar, während draußen andere Väter und Söhne zusammen tanzen. Am Ende setzt der Sohn sich neben seinem Vater auf das Sofa und nimmt die gleiche, starre und leblose Haltung wie sein Vater ein. Das Video ist mit Stand Juni 2024 mehr als 1 Milliarde Mal aufgerufen worden.

## Bedeutung
Der Song handelt von Stromaes innerer Suche nach seinem Vater, der 1994 ein Opfer des Völkermords in Ruanda geworden war. Stromae offenbarte, dass dieser Verlust ihn bis zu seiner Musikkarriere verfolgt, ihn jedoch auch zum Schreiben vieler seiner Songs inspiriert hat.

## Kommerzieller Erfolg

### Chartplatzierungen
| ChartsChartplatzierungen | Höchstplatzierung | Wochen |
| ------------------------ | ----------------- | ------ |
| Deutschland (GfK)        | 6 (32 Wo.)        | 32     |
| Österreich (Ö3)          | 3 (21 Wo.)        | 21     |
| Schweiz (IFPI)           | 4 (58 Wo.)        | 58     |
| Frankreich (SNEP)        | 1 (110 Wo.)       | 110    |
| Flandern (Ultratop)      | 3 (46 Wo.)        | 46     |
| Wallonie (Ultratop)      | 1 (54 Wo.)        | 54     |

| ChartsJahrescharts (2013) | Platzierung |
| ------------------------- | ----------- |
| Deutschland (GfK)         | 43          |
| Österreich (Ö3)           | 44          |
| Schweiz (IFPI)            | 22          |
| Flandern (Ultratop)       | 9           |
| Wallonie (Ultratop)       | 1           |

| ChartsJahrescharts (2014) | Platzierung |
| ------------------------- | ----------- |
| Schweiz (IFPI)            | 36          |
| Flandern (Ultratop)       | 57          |
| Wallonie (Ultratop)       | 34          |

### Auszeichnungen für Musikverkäufe
| Land/Region                  | Auszeichnungen für Musikverkäufe (Land/Region, Auszeichnung, Verkäufe) | Verkäufe  |
| ---------------------------- | ---------------------------------------------------------------------- | --------- |
| Belgien (BRMA)               | 3× Platin                                                              | 60.000    |
| Brasilien (PMB)              | Gold                                                                   | 30.000    |
| Dänemark (IFPI)              | Platin                                                                 | 90.000    |
| Italien (FIMI)               | 2× Platin                                                              | 60.000    |
| Kanada (MC)                  | 3× Platin                                                              | 240.000   |
| Niederlande (NVPI)           | Platin                                                                 | 20.000    |
| Österreich (IFPI)            | 2× Platin                                                              | 60.000    |
| Schweiz (IFPI)               | 2× Platin                                                              | 60.000    |
| Spanien (Promusicae)         | Platin                                                                 | 60.000    |
| Vereinigte Staaten (RIAA)    | Gold                                                                   | 500.000   |
| Vereinigtes Königreich (BPI) | Silber                                                                 | 200.000   |
| Insgesamt                    | 1× Silber · 2× Gold · 15× Platin ·                                     | 1.380.000 |